# Naka Akira
 (octobre 2023).
Naka Akira est un réalisateur japonais de films dans le domaine du sadomasochisme, ainsi qu'un maître du bondage japonais (shibari). Il est né en 1959. Il a été influencé par Nureki Chimuo.

## Style de l'école "Naka"
Il a eu une telle influence dans le monde du shibari qu'il a donné son nom à une école "Naka". Ce shibari revendique un lien avec les traditions du Hojōjutsu. Le style est épuré, symétrique et esthétique.